# Llista de monuments de Sant Boi de Lluçanès
Llista de monuments de Sant Boi de Lluçanès inclosos en l'Inventari del Patrimoni Arquitectònic Català pel municipi de Sant Boi de Lluçanès (Osona). Inclou els inscrits en el Registre de Béns Culturals d'Interès Nacional (BCIN) amb la classificació de monuments històrics, els béns culturals d'interès local (BCIL) de caràcter immoble i la resta de béns arquitectònics integrants del patrimoni cultural català.
| Monument                                       | Protecció    | Estil/època                         | Localització                                                         | Coordenades                                          | Codi?         | Imatge |
| ---------------------------------------------- | ------------ | ----------------------------------- | -------------------------------------------------------------------- | ---------------------------------------------------- | ------------- | --- |
| Castell de Montorro o de Montorrell            | BCIN 1841-MH | Obra popular Medieval               | Sant Boi de Lluçanès                                                 | 42° 04′ 35″ N, 2° 09′ 54″ E / 42.076402°N,2.164971°E | RI-51-0005633 | Carregueu una nova foto d'aquest monument                                                                                                   |
| Carrer Antic                                   |              | Obra popular XVI                    | Sant Boi de Lluçanès C. Antic                                        | 42° 03′ 29″ N, 2° 09′ 00″ E / 42.058063°N,2.150066°E | IPA-23593     | Carrer Antic (Sant Boi de Lluçanès) · Vegeu més fotos d'aquest monument · Carregueu una nova foto d'aquest monument                         |
| Cal Jaumet Pensa                               |              | Obra popular XVII                   | Sant Boi de Lluçanès C. Antic, 7                                     | 42° 03′ 29″ N, 2° 09′ 00″ E / 42.057937°N,2.150068°E | IPA-23594     | Cal Jaumet Pensa (Sant Boi de Lluçanès) · Vegeu més fotos d'aquest monument · Carregueu una nova foto d'aquest monument                     |
| Pont o corredor sobre Cal Jaumet Pensa         |              | Obra popular XVII                   | Sant Boi de Lluçanès C. Antic                                        | 42° 03′ 28″ N, 2° 09′ 00″ E / 42.057910°N,2.150032°E | IPA-23595     | Pont sobre Cal Jaumet (Sant Boi de Lluçanès) · Vegeu més fotos d'aquest monument · Carregueu una nova foto d'aquest monument                |
| Església parroquial de Sant Boi o Sant Baldiri |              | Barroc, neoclassicisme XVIII-XIX    | Sant Boi de Lluçanès Pl. de l'Església, 1                            | 42° 03′ 28″ N, 2° 09′ 06″ E / 42.057643°N,2.151606°E | IPA-23596     | Església parroquial de Sant Boi (Sant Boi de Lluçanès) · Vegeu més fotos d'aquest monument · Carregueu una nova foto d'aquest monument      |
| Carrer Major                                   |              | Obra popular XVIII                  | Sant Boi de Lluçanès C. Major                                        | 42° 03′ 26″ N, 2° 09′ 04″ E / 42.057360°N,2.151199°E | IPA-23597     | Carrer Major (Sant Boi de Lluçanès) · Vegeu més fotos d'aquest monument · Carregueu una nova foto d'aquest monument                         |
| Cal Solà                                       |              | Gòtic tardà, obra popular XVI-XVIII | Sant Boi de Lluçanès Pl. Verge dels Munts, 12                        | 42° 03′ 28″ N, 2° 09′ 02″ E / 42.057661°N,2.150482°E | IPA-23598     | Cal Solà (Sant Boi de Lluçanès) · Vegeu més fotos d'aquest monument · Carregueu una nova foto d'aquest monument                             |
| Cal Sastre                                     |              | Obra popular XVIII                  | Sant Boi de Lluçanès Pl. Verge dels Munts, 10                        | 42° 03′ 28″ N, 2° 09′ 02″ E / 42.05781°N,2.15060°E   | IPA-23600     | Carregueu una nova foto d'aquest monument                                                                                                   |
| Mas Alvardés o Verders                         |              | Obra popular XVIII, XX              | Sant Boi de Lluçanès                                                 | 42° 02′ 17″ N, 2° 08′ 06″ E / 42.038128°N,2.134976°E | IPA-23601     | Carregueu una nova foto d'aquest monument                                                                                                   |
| Mas Bertrans                                   |              | Obra popular XVII                   | Sant Boi de Lluçanès                                                 | 42° 03′ 51″ N, 2° 10′ 22″ E / 42.064111°N,2.172889°E | IPA-23602     | Carregueu una nova foto d'aquest monument                                                                                                   |
| Can Cirera                                     |              | Obra popular XVIII                  | Sant Boi de Lluçanès Camí d'Orra                                     | 42° 02′ 55″ N, 2° 09′ 06″ E / 42.048655°N,2.151678°E | IPA-23603     | Carregueu una nova foto d'aquest monument                                                                                                   |
| Cal Codinach o Cal Codines                     |              | Obra popular XVIII                  | Sant Boi de Lluçanès Ctra. de Sant Boi a Sobremunt, km 5             | 42° 03′ 29″ N, 2° 09′ 47″ E / 42.058051°N,2.163058°E | IPA-23605     | Carregueu una nova foto d'aquest monument                                                                                                   |
| Coll Triado o Mas de l'Infern                  |              | Obra popular XIX                    | Sant Boi de Lluçanès Prop de la serra de Perafita                    | 42° 03′ 24″ N, 2° 08′ 07″ E / 42.056673°N,2.135147°E | IPA-23606     | Carregueu una nova foto d'aquest monument                                                                                                   |
| Ca n'Orra o Can Norra                          |              | Obra popular, barroc XVIII-XIX, XX  | Sant Boi de Lluçanès Al sud de Sant Boi, prop del molí de Viladecans | 42° 02′ 30″ N, 2° 09′ 30″ E / 42.041642°N,2.158259°E | IPA-23607     | Carregueu una nova foto d'aquest monument                                                                                                   |
| Mas Pujols                                     |              | Obra popular XVII-XVIII, XX         | Sant Boi de Lluçanès Pujols                                          | 42° 03′ 10″ N, 2° 08′ 56″ E / 42.052723°N,2.148941°E | IPA-23610     | Carregueu una nova foto d'aquest monument                                                                                                   |
| Masoveria dels Pujols o la Casa Xica           |              | Obra popular XVIII-XIX              | Sant Boi de Lluçanès Pujols                                          | 42° 03′ 12″ N, 2° 08′ 57″ E / 42.053328°N,2.149090°E | IPA-23611     | Carregueu una nova foto d'aquest monument                                                                                                   |
| Pedró de Sant Baldiri                          |              | Obra popular XVIII                  | Sant Boi de Lluçanès Camí d'Orra                                     | 42° 03′ 10″ N, 2° 09′ 08″ E / 42.052892°N,2.152201°E | IPA-23612     | Carregueu una nova foto d'aquest monument                                                                                                   |
| Església de Sant Salvador de Bellver           |              | Romànic XII-XIII                    | Sant Boi de Lluçanès Pujols                                          | 42° 03′ 33″ N, 2° 11′ 35″ E / 42.059093°N,2.192920°E | IPA-23613     | Església de Sant Salvador de Bellver (Sant Boi de Lluçanès) · Vegeu més fotos d'aquest monument · Carregueu una nova foto d'aquest monument |
| Casa Nova de la Tria                           |              | Obra popular XVII                   | Sant Boi de Lluçanès A 1,5 km de Perafita                            | 42° 02′ 11″ N, 2° 07′ 45″ E / 42.036507°N,2.129102°E | IPA-23614     | Carregueu una nova foto d'aquest monument                                                                                                   |
| Mas Vaià o Mas Abellar                         |              | Obra popular XVII-XVIII             | Sant Boi de Lluçanès                                                 | 42° 02′ 57″ N, 2° 07′ 58″ E / 42.049082°N,2.132882°E | IPA-23615     | Carregueu una nova foto d'aquest monument                                                                                                   |
| Mas Vell                                       |              | Obra popular XVIII                  | Sant Boi de Lluçanès Al costat del puig Cornador                     | 42° 03′ 54″ N, 2° 10′ 40″ E / 42.064930°N,2.177738°E | IPA-23617     | Carregueu una nova foto d'aquest monument                                                                                                   |
| Mas Vilaltella                                 |              | Obra popular XVIII-XX               | Sant Boi de Lluçanès Als afores de Perafita                          | 42° 01′ 58″ N, 2° 07′ 29″ E / 42.032809°N,2.124779°E | IPA-23618     | Carregueu una nova foto d'aquest monument                                                                                                   |
| Vilar de Sant Boi                              |              | Obra popular XVIII                  | Sant Boi de Lluçanès A 800 m al nord del poble                       | 42° 03′ 49″ N, 2° 09′ 02″ E / 42.063679°N,2.15062°E  | IPA-23619     | Vilar de Sant Boi (Sant Boi de Lluçanès) · Vegeu més fotos d'aquest monument · Carregueu una nova foto d'aquest monument                    |
| Mas Gallifa                                    |              | Obra popular, barroc XVIII          | Sant Boi de Lluçanès Gallifa                                         | 42° 04′ 30″ N, 2° 10′ 49″ E / 42.075080°N,2.180230°E | IPA-23620     | Carregueu una nova foto d'aquest monument                                                                                                   |
| Masoveria de Gallifa                           |              | Obra popular XVIII                  | Sant Boi de Lluçanès Gallifa                                         | 42° 04′ 29″ N, 2° 10′ 54″ E / 42.074703°N,2.18171°E  | IPA-23621     | Carregueu una nova foto d'aquest monument                                                                                                   |
| Capella de Sant Miquel de Gallifa              |              | Romànic, obra popular XI-XIII, XVII | Sant Boi de Lluçanès Prop del Mas Gallifa                            | 42° 04′ 29″ N, 2° 10′ 44″ E / 42.074835°N,2.178807°E | IPA-23623     | Carregueu una nova foto d'aquest monument                                                                                                   |
| Vilar de Viladecans                            |              | Barroc XVII-XVIII                   | Sant Boi de Lluçanès Viladecans                                      | 42° 02′ 50″ N, 2° 09′ 54″ E / 42.047285°N,2.165024°E | IPA-23624     | Carregueu una nova foto d'aquest monument                                                                                                   |
| Molí de Viladecans                             |              | Obra popular XVIII, XIX             | Sant Boi de Lluçanès Viladecans                                      | 42° 02′ 49″ N, 2° 09′ 21″ E / 42.046856°N,2.155713°E | IPA-23630     | Carregueu una nova foto d'aquest monument                                                                                                   |
| Mas Vila-rasa                                  |              | Obra popular XVI, XVII-XVIII, XX    | Sant Boi de Lluçanès Vila-rasa                                       | 42° 02′ 51″ N, 2° 07′ 51″ E / 42.047517°N,2.130873°E | IPA-23633     | Carregueu una nova foto d'aquest monument                                                                                                   |
| Molí de Vila-rasa                              |              | Obra popular XVIII-XIX              | Sant Boi de Lluçanès                                                 | 42° 02′ 39″ N, 2° 08′ 08″ E / 42.04428°N,2.13545°E   | IPA-40846     | Carregueu una nova foto d'aquest monument                                                                                                   |
| Molí de Cornet                                 |              | Obra popular                        | Sant Boi de Lluçanès                                                 | 42° 02′ 08″ N, 2° 08′ 57″ E / 42.03560°N,2.14917°E   | IPA-40847     | Carregueu una nova foto d'aquest monument                                                                                                   |

La Capella de Santa Margarida de Vilaltella està entre els termes de Perafita i Sant Boi, vegeu la llista de monuments de Perafita.